# 読売レディス杯
読売レディス杯（よみうりレディスはい）は金沢競馬場ダート1500mで施行される地方競馬の重賞競走（平地競走）である。読売新聞社から優勝杯の提供を受けて冠名が取られている。

## 概要
1983年に金沢競馬場のサラブレッド系4歳（現3歳）以上牝馬の北陸（金沢）所属馬限定の重賞競走「読売杯」として創設。1993年から名称が現在の「読売レディス杯」に変更され、1997年から施行距離が現在のダート1500mに変更された上、北陸・東海地区交流競走となり愛知・笠松所属の競走馬が出走可能になった。
2000年からは北陸・東海・近畿地区交流競走として施行され、さらに2003年からは北陸・東海・近畿・中国地区交流競走となった。この年から1着馬のみ、中央競馬のエリザベス女王杯のトライアル競走の北陸・東海・近畿・中国地区のブロック代表馬としてエリザベス女王杯トライアル(アイルランドトロフィー（2024年までは府中牝馬ステークス）)への出走権が与えられ、アイルランドトロフィーで上位2着までに入賞するとエリザベス女王杯へ出走可能となる。
2004年から負担重量が定量に変更、2005年は農林水産大臣賞の副賞が付き、「農林水産大臣賞典 読売レディス杯」として施行された。2009年からは負担重量が別定に戻る。
2010年からは地方全国交流競走となり、加えてGRANDAME-JAPANシリーズの古馬シーズンに指定された。2024年より同シリーズの古馬シーズンが春と秋に分割され、秋シーズンの指定競走となる。

### 条件・賞金（2025年）
出走条件
サラブレッド系3歳以上牝馬、地方全国交流で他地区所属馬の出走枠は6頭以下（ただし、他地区所属馬の繰り上げ締切日時までに出走辞退があり金沢所属馬を含めフルゲート12頭に達しない場合は、他地区補欠馬から繰り上げて6頭を超えることがある）。
- 金沢クイーン賞の優勝馬に優先出走権がある。

負担重量
別定。3歳52kg、4歳以上55kg。
賞金額
1着400万円、2着128万円、3着64万円、4着48万円、5着40万円、着外手当10万円。

## 歴史
- 1983年 - 金沢競馬場のダート1900mのサラブレッド系4歳（現3歳）以上牝馬の北陸所属馬限定の別定重量の重賞競走「読売杯」として創設。
- 1987年 - 金沢のコンコードサニーが史上初の連覇。管理する伊藤清松は調教師として史上初の連覇。
- 1990年 - 金沢の渡辺壮が騎手として史上初の連覇。
- 1993年 - 名称を現在の「読売レディス杯」に変更。
- 1997年
  - 施行距離を現在のダート1500mに変更。
  - この年から北陸・東海地区交流競走として施行され、出走条件を「サラブレッド系4歳（現3歳）以上牝馬の北陸・東海所属馬」に変更。
- 2000年 - この年から北陸・東海・近畿地区交流競走として施行され、出走条件を「サラブレッド系4歳（現3歳）以上牝馬の北陸・東海・近畿所属馬」に変更。
- 2001年
  - 馬齢表示の国際基準への変更に伴い、出走条件を「サラブレッド系4歳以上牝馬の北陸・東海・近畿所属馬」から「サラブレッド系3歳以上牝馬の北陸・東海・近畿所属馬」に変更。
  - 負担重量を「別定」から「馬齢」に変更。
- 2003年
  - この年から北陸・東海・近畿・中国地区交流競走として施行され、出走条件を「サラブレッド系3歳以上牝馬の北陸・東海・近畿・中国所属馬」に変更。
  - 1着馬のみ、エリザベス女王杯トライアルの出走権が付与される様になる。
  - 愛知の吉田稔が騎手として史上2人目の連覇。
- 2004年
  - 負担重量を「馬齢」から「定量」に変更。
  - 愛知の吉田稔が騎手として史上初の3連覇。
- 2005年 - 農林水産大臣賞の副賞が当年のみ付く。
- 2009年 - 負担重量を「定量」から「別定」に戻す。
- 2010年
  - この年から地方競馬全国交流競走として施行され、出走条件を「サラブレッド系3歳以上牝馬の地方所属馬」に変更。
  - GRANDAME-JAPAN・古馬シーズンに指定。
  - 創設以来、初めて他地区所属馬が掲示板を独占した[2]。
- 2012年 - 笠松のエーシンクールディが史上2頭目の連覇（騎手の岡部誠は同3人目、調教師の伊藤強一は同2人目の連覇）。
- 2021年
  - 金沢競馬関係者の新型コロナウイルス感染症集団感染の影響で当初予定日の競馬開催が取りやめとなり、本年のみ地元所属牝馬限定戦（GRANDAME-JAPANから外れる）として11月に代替施行。
  - 吉原寛人が騎手として4人目の連覇。

### 歴代優勝馬
| 回数   | 施行日         | 優勝馬             | 性齢 | 所属   | タイム | 優勝騎手   | 管理調教師 |
| ------ | -------------- | ------------------ | ---- | ------ | ------ | ---------- | ---------- |
| 第1回  | 1983年8月7日   | シバフオスター     | 牝5  | 金沢   | 2:03.4 | 寺田茂     | 勝田穂     |
| 第2回  | 1984年8月12日  | キクノクイン       | 牝5  | 金沢   | 2:05.8 | 大瀬戸豊   | 橋場憲正   |
| 第3回  | 1985年7月14日  | フジアコー         | 牝6  | 金沢   | 2:05.8 | 中川雅之   | 蝦名弘     |
| 第4回  | 1986年7月20日  | コンコードサニー   | 牝4  | 金沢   | 2:03.9 | 渡辺壮     | 伊藤清松   |
| 第5回  | 1987年7月19日  | コンコードサニー   | 牝5  | 金沢   | 2:05.9 | 大黒田厚司 | 伊藤清松   |
| 第6回  | 1988年7月17日  | シヤルウイダンス   | 牝6  | 金沢   | 2:05.6 | 勝田浩     | 勝田穂     |
| 第7回  | 1989年7月16日  | トツプオリオン     | 牝4  | 金沢   | 2:05.6 | 渡辺壮     | 黒澤四郎   |
| 第8回  | 1990年7月15日  | サニーモレナ       | 牝3  | 金沢   | 2:05.1 | 渡辺壮     | 青山義明   |
| 第9回  | 1991年7月14日  | メイタカクイン     | 牝4  | 金沢   | 2:06.3 | 蔵重浩一郎 | 黒澤四郎   |
| 第10回 | 1992年7月19日  | モガミハヤブサ     | 牝4  | 金沢   | 2:05.1 | 吉井敏雄   | 近藤襄     |
| 第11回 | 1993年7月18日  | マツノガリバー     | 牝4  | 金沢   | 2:04.2 | 桑野等     | 青山義明   |
| 第12回 | 1994年7月17日  | サツマコムスメ     | 牝5  | 金沢   | 2:06.3 | 中川雅之   | 蝦名弘     |
| 第13回 | 1995年7月9日   | レディプロムナード | 牝6  | 金沢   | 2:06.1 | 渡辺壮     | 山田桓祝   |
| 第14回 | 1996年8月25日  | ジュリアナミハラ   | 牝4  | 金沢   | 2:04.7 | 米倉知     | 藤木一男   |
| 第15回 | 1997年7月20日  | ユキノゴールド     | 牝4  | 金沢   | 1:36.3 | 蔵重浩一郎 | 松野勝己   |
| 第16回 | 1998年8月30日  | ビンゴビクトリー   | 牝4  | 金沢   | 1:36.3 | 端勝成     | 藤木一男   |
| 第17回 | 1999年8月29日  | マジックリボン     | 牝6  | 笠松   | 1:35.7 | 安藤勝己   | 荒川友司   |
| 第18回 | 2000年8月27日  | ツルギアンバー     | 牝5  | 愛知   | 1:37.5 | 安部幸夫   | 安部弘一   |
| 第19回 | 2001年8月28日  | シズノサンデー     | 牝6  | 金沢   | 1:36.0 | 蔵重浩一郎 | 奥十一     |
| 第20回 | 2002年9月2日   | ミスダイアン       | 牝4  | 愛知   | 1:35.1 | 吉田稔     | 藤ヶ崎一男 |
| 第21回 | 2003年8月26日  | キウィダンス       | 牝4  | 愛知   | 1:34.4 | 吉田稔     | 角田輝也   |
| 第22回 | 2004年8月10日  | ダイコーマリナ     | 牝4  | 愛知   | 1:38.2 | 吉田稔     | 宮本仁     |
| 第23回 | 2005年8月9日   | ロイヤルセランガー | 牝4  | 愛知   | 1:35.5 | 安部幸夫   | 角田輝也   |
| 第24回 | 2006年8月1日   | ニッシングリン     | 牝5  | 笠松   | 1:36.6 | 東川公則   | 藤田正治   |
| 第25回 | 2007年7月30日  | リュウヨウ         | 牝6  | 金沢   | 1:36.7 | 中川雅之   | 鈴木正也   |
| 第26回 | 2008年7月29日  | シールビーバック   | 牝6  | 笠松   | 1:36.6 | 濱口楠彦   | 伊藤強一   |
| 第27回 | 2009年7月17日  | アウロラプラネット | 牝4  | 金沢   | 1:35.9 | 岡部誠     | 田嶋弘幸   |
| 第28回 | 2010年7月27日  | キーポケット       | 牝6  | 兵庫   | 1:35.0 | 田中学     | 吉行龍穂   |
| 第29回 | 2011年7月19日  | エーシンクールディ | 牝5  | 笠松   | 1:33.8 | 岡部誠     | 伊藤強一   |
| 第30回 | 2012年7月17日  | エーシンクールディ | 牝6  | 笠松   | 1:35.4 | 岡部誠     | 伊藤強一   |
| 第31回 | 2013年7月2日   | センゲンコスモ     | 牝6  | 川崎   | 1:35.6 | 吉原寛人   | 内田勝義   |
| 第32回 | 2014年7月1日   | エーシンサルサ     | 牝4  | 兵庫   | 1:35.8 | 木村健     | 橋本忠男   |
| 第33回 | 2015年8月11日  | エトワールドロゼ   | 牝4  | 金沢   | 1:36.4 | 田知弘久   | 金田一昌   |
| 第34回 | 2016年8月9日   | トーコーヴィーナス | 牝4  | 兵庫   | 1:37.3 | 大山真吾   | 吉行龍穂   |
| 第35回 | 2017年8月8日   | プリンセスバリュー | 牝7  | 大井   | 1:36.1 | 吉原寛人   | 村上頼章   |
| 第36回 | 2018年8月14日  | エースウィズ       | 牝4  | 大井   | 1:34.7 | 赤岡修次   | 松浦裕之   |
| 第37回 | 2019年8月20日  | ジェッシージェニー | 牝4  | 大井   | 1:35.4 | 藤田凌     | 福永敏     |
| 第38回 | 2020年8月18日  | アークヴィグラス   | 牝4  | 北海道 | 1:34.3 | 吉原寛人   | 小野望     |
| 第39回 | 2021年11月15日 | ハクサンアマゾネス | 牝4  | 金沢   | 1:32.8 | 吉原寛人   | 加藤和義   |
| 第40回 | 2022年8月2日   | グランパラディーゾ | 牝4  | 大井   | 1:33.1 | 本田正重   | 渡邉和雄   |
| 第41回 | 2023年8月8日   | クーファアチャラ   | 牝6  | 北海道 | 1:33.4 | 田中学     | 田中淳司   |
| 第42回 | 2024年8月6日   | アンティキティラ   | 牝5  | 高知   | 1:33.3 | 多田羅誠也 | 別府真司   |
| 第43回 | 2025年8月5日   | ヒメツルイチモンジ | 牝5  | 園田   | 1:32.9 | 笹田知宏   | 新子雅司   |

※馬齢は2000年以前についても現表記を用いる。

#### 競走結果の出典
- 読売レディス杯　歴代優勝馬- 地方競馬全国協会
  - JBISサーチ
    - 2016年、2017年、2018年、2019年、2020年、2021年、2022年、2023年、2025年